# اوه سه-وونگ
اوه سه-وونگ (انگلیسی: Oh Seh-wong؛ زادهٔ ۲۰ ژوئن ۱۹۶۱) بازیکن بسکتبال اهل کره جنوبی بود. وی در بازی‌های المپیک تابستانی ۱۹۸۸ شرکت کرده‌است.